# Gematigd regenwoud

Gematigde regenwouden in de wereld

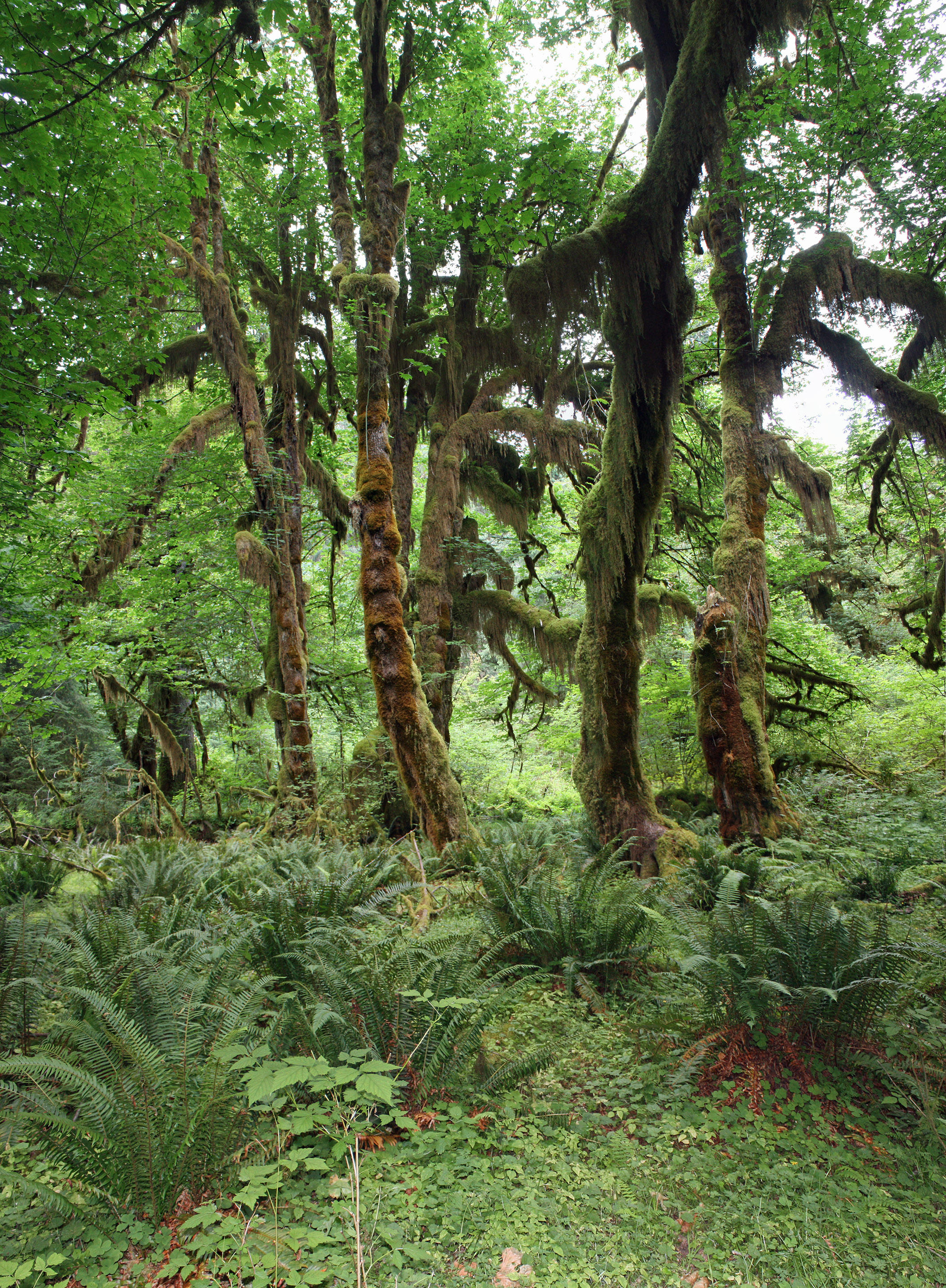
Esdoorns bedekt met epifytisch mos in het Hoh-regenwoud (Olympic Peninsula) in het noordwesten van de Verenigde Staten

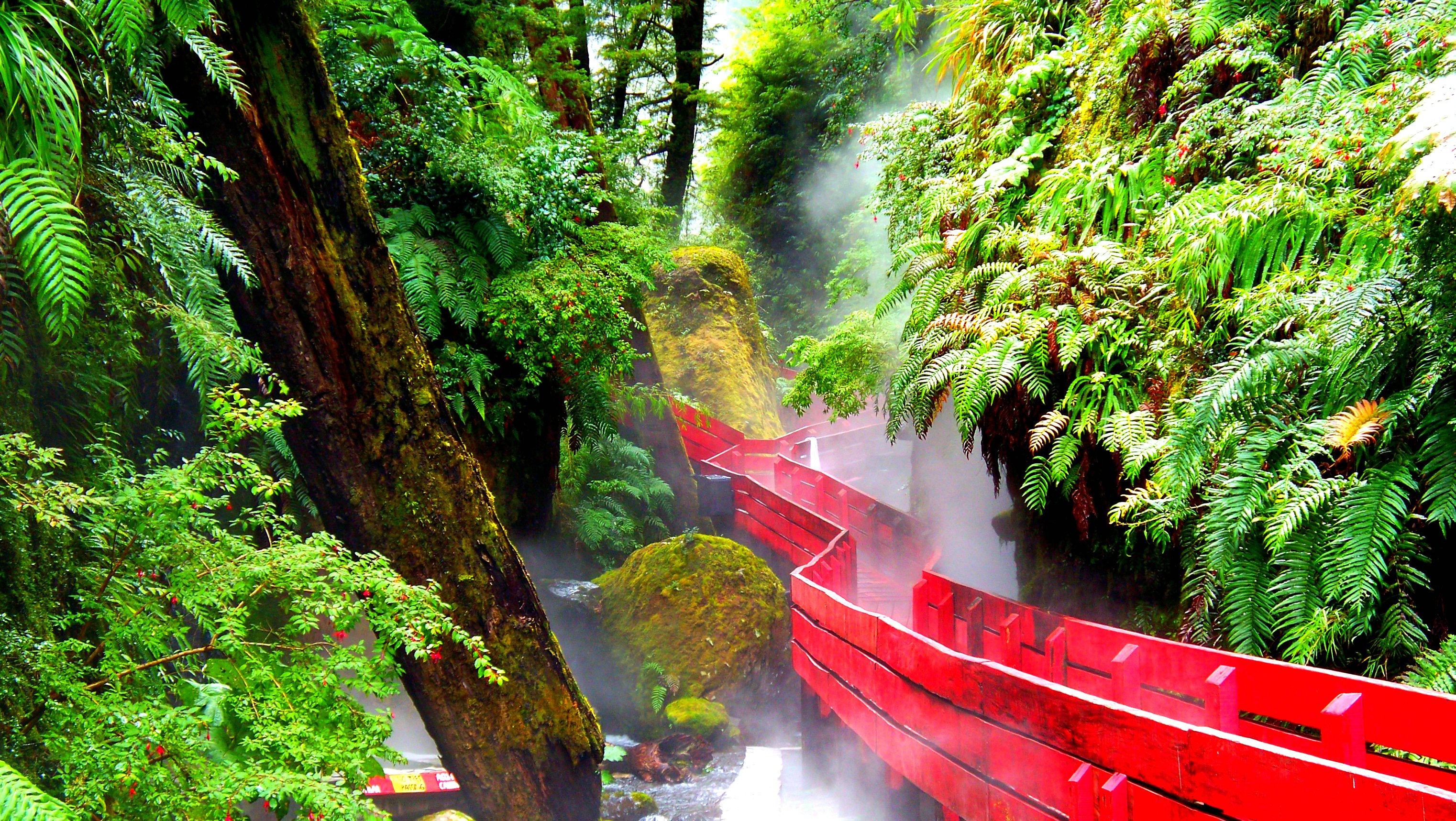
Gematigd regenwoud in Termas Geométricas nabij Coñaripe (Chili)

Een gematigd regenwoud is een groenblijvend woud in een gematigde klimaatzone (Klimaatclassificatie van Köppen: C-klimaat) waar veel neerslag valt. Dit resulteert in overvloedige plantengroei die het heel jaar groen blijft. De natte omstandigheden laten vaak een uitbundige onderlaag van mossen, varens en struiken toe.

## Voorkomen
Het gematigd regenwoud komt wereldwijd voor, voornamelijk - maar niet uitsluitend - in gebieden met een gematigd zeeklimaat (Cfb) met veel neerslag. In Valdivia valt er meer dan 1700 mm neerslag per jaar. In de Olympic Mountains gaat dit van 1430 tot meer dan 4000 millimeter.
Soms komt het gematigd regenwoud ook voor in gebieden waar de hoeveelheid jaarlijkse neerslag niet bijzonder groot is, maar waar deze wordt aangevuld door waterafvoer van hoger gelegen berggebieden.
Voorbeelden vindt men in:
- Chili, in de buurt van Valdivia (klimaatzone Cfb): Gematigd bos van Valdivia
- Nieuw-Zeeland: Noordereiland en de westkust van Zuidereiland (klimaatzone Cfb), bijvoorbeeld Fiordland en de Westland temperate rainforests op het Zuidereiland
- Galicië (Spanje) (Csb: gematigd mediterraan klimaat met meer dan 1250 mm jaarlijkse neerslag): bijvoorbeeld Fragas do Eume nabij Ferrol
- Delen van de Pacific Northwest (Noordwest-USA en Zuidwest-Canada): bijvoorbeeld de Olympic Mountains (klimaatzones Cfb en Csb)
- Zuidelijk Japan (Cfa: warm zeeklimaat): Taiheiyo (Pacifische) regenwouden
- Yunnan (Cwb: gematigd chinaklimaat): eerder subtropisch regenwoud
- Delen van westelijk Schotland
- Rond het zuidoostelijke einde van de Zwarte Zee, in het noordoosten van Turkije en het westen van Georgië
- De Kaspisch-Hyrcaanse gemengde bossen aan de Kaspische Zeekust van Iran en het zuidwesten van Azerbeidzjan

## Foto's

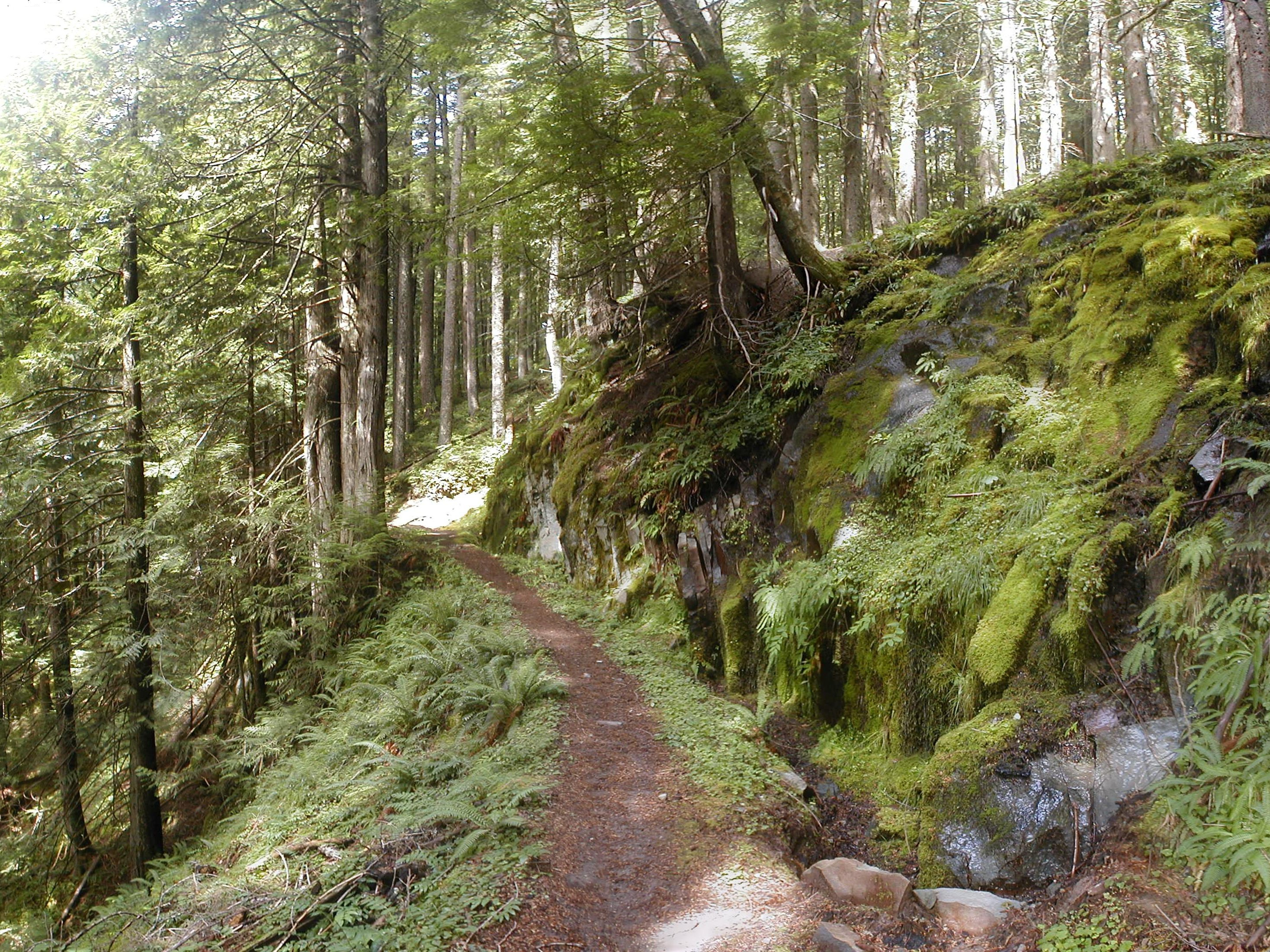
Gematigd regenwoud in de Mount Hood Wilderness op Mount Hood in Oregon (Verenigde Staten). Hier valt meer dan 2500 mm neerslag per jaar.
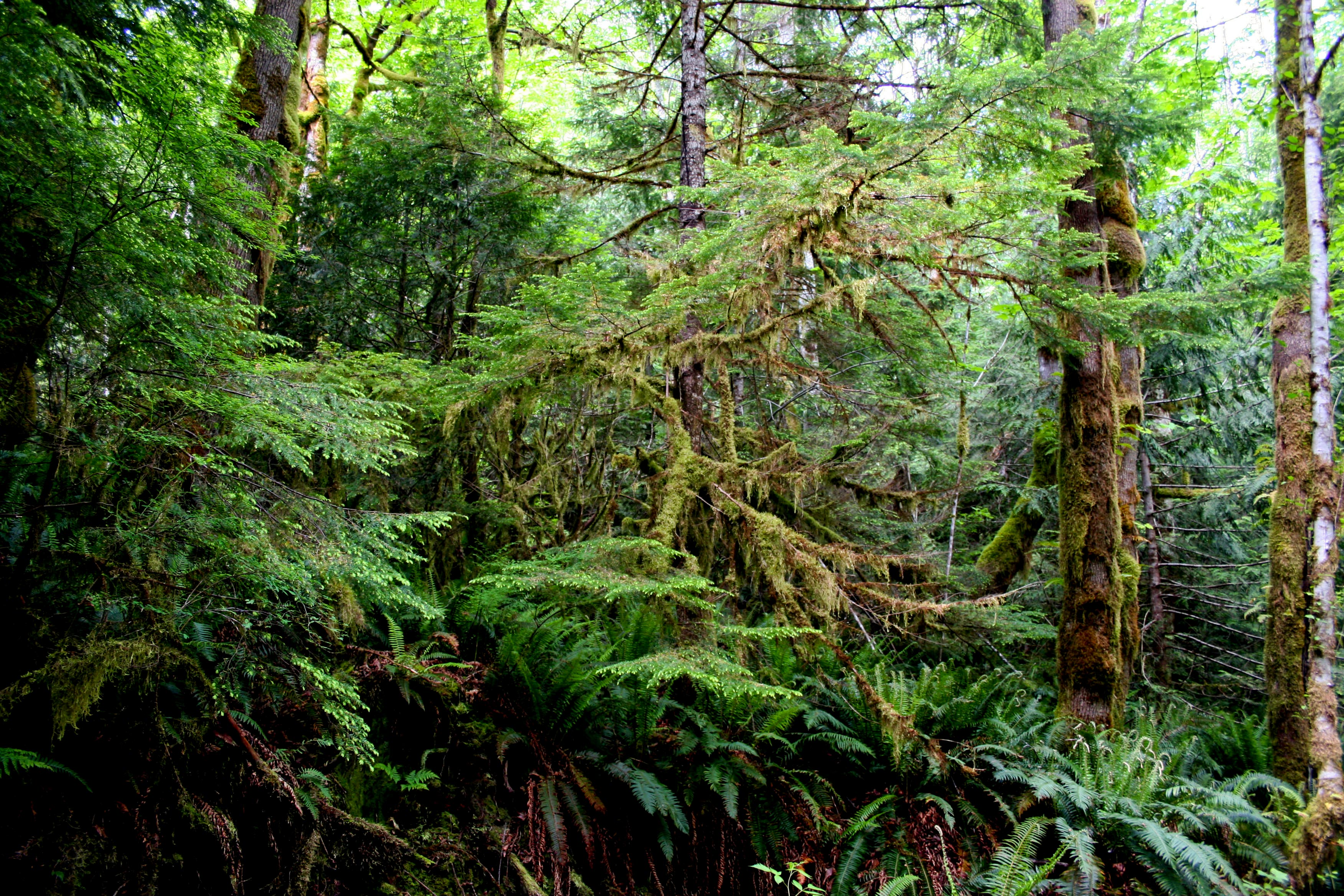
Gematigd regenwoud in Wells Gray Provincial Park in British Columbia (Canada).
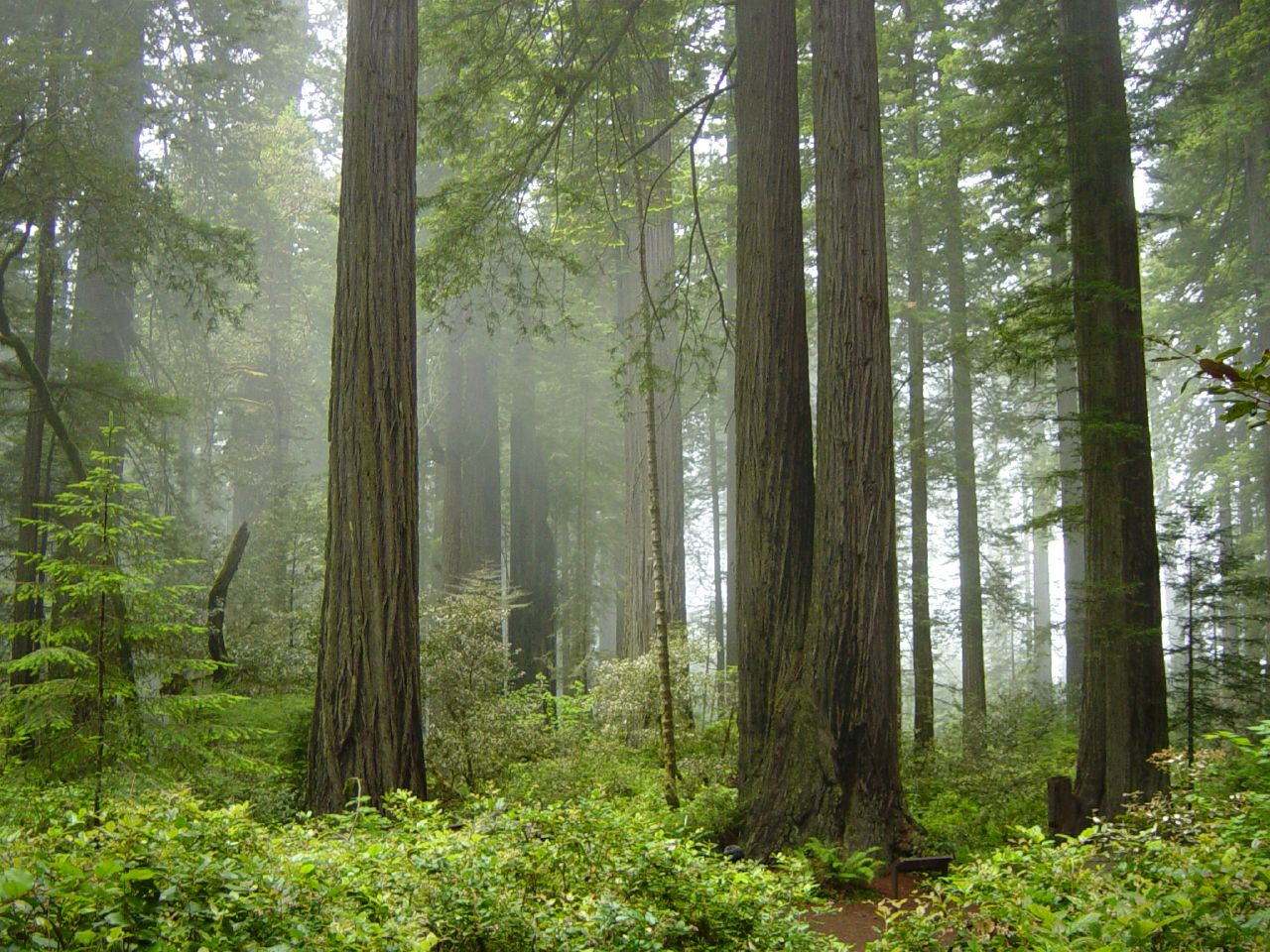
Woud met kustmammoetbomen in Redwood National Park (Verenigde Staten)
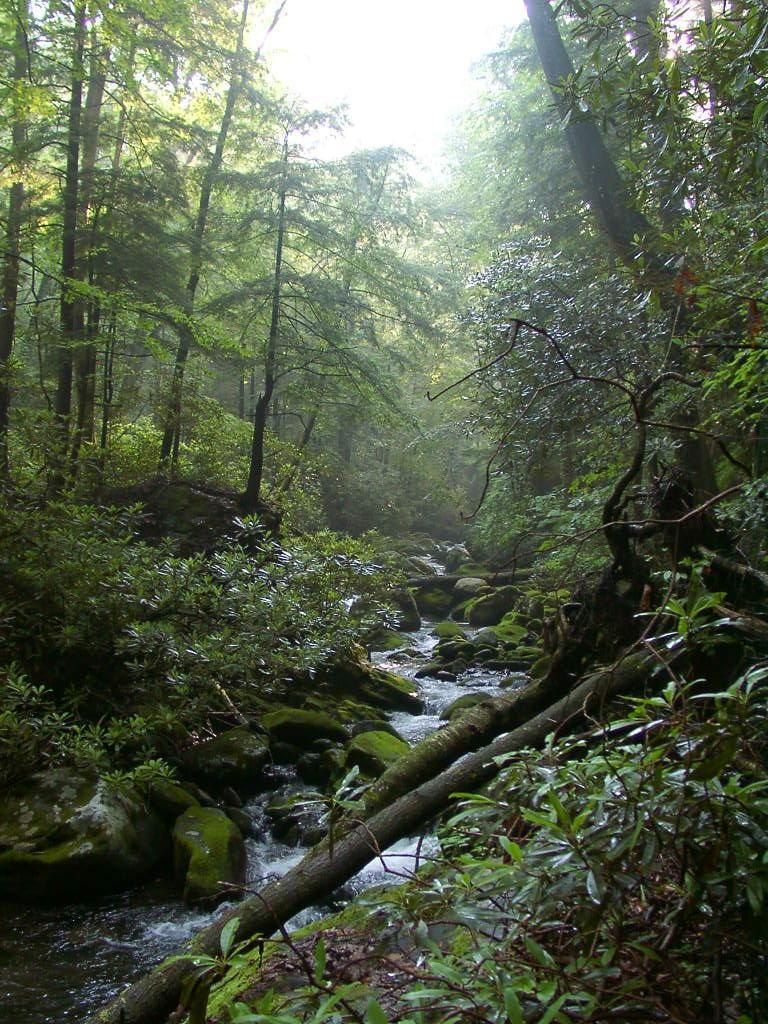
Gematigd regenwoud in het Great Smoky Mountains National Park in de Appalachen (Verenigde Staten).
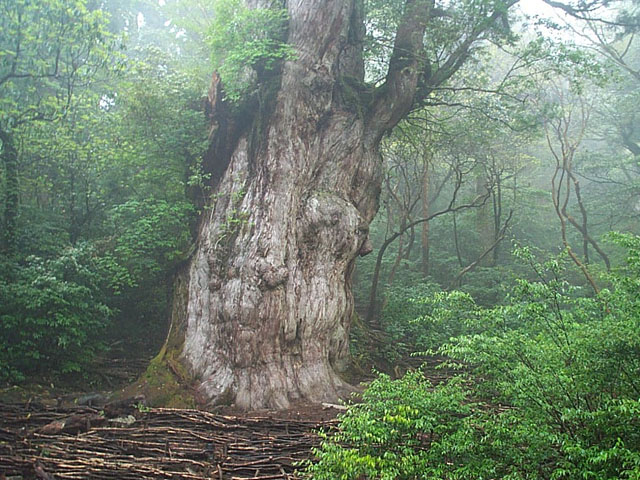
Jōmon Sugi, het grootste exemplaar van de Japanse ceder (Cryptomeria japonica) op Yakushima (Japan)
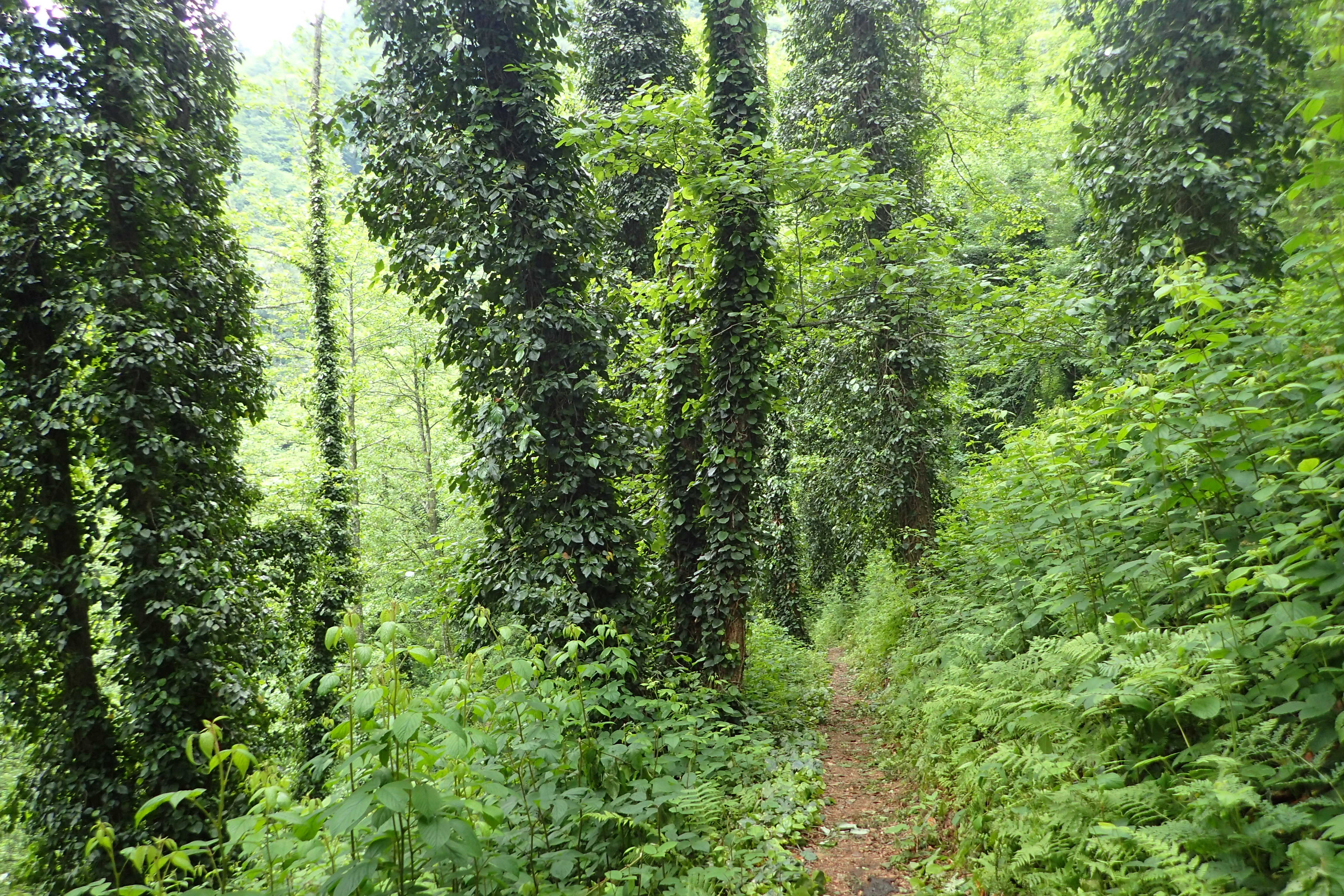
Nationaal Park Mtirala in Adzjarië (Georgië)
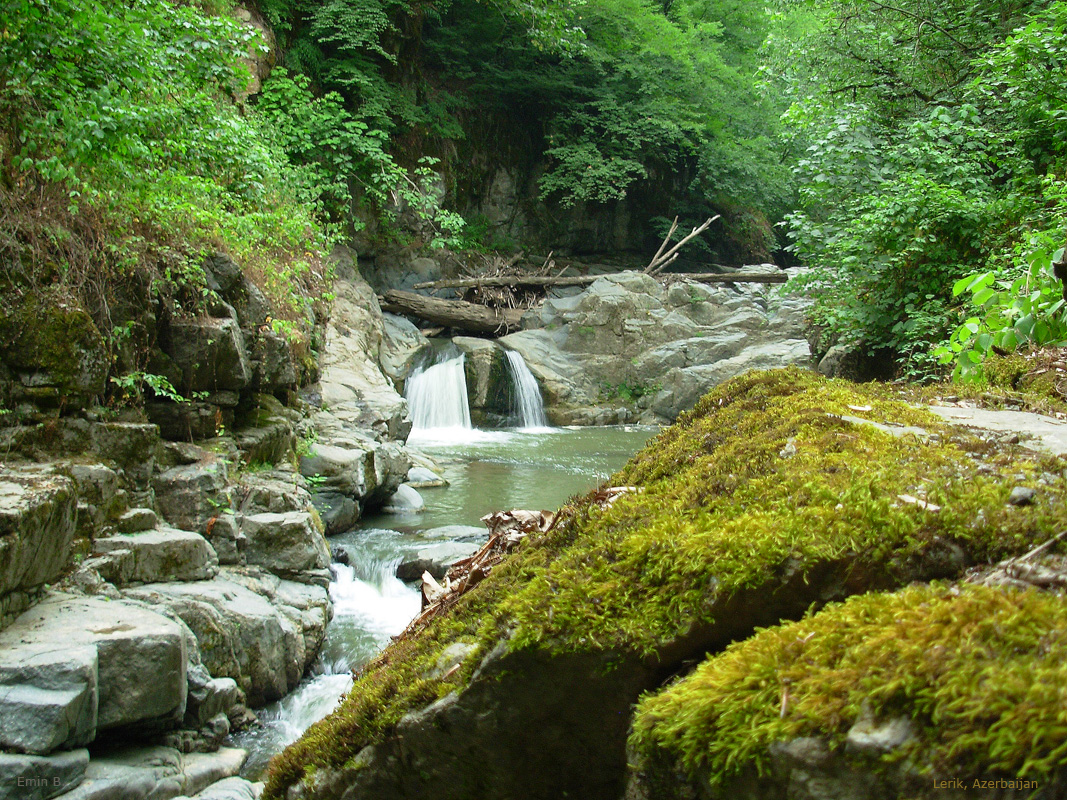
Kaspisch-Hyrcaanse gemengde bossen in Lerik (Azerbeidzjan)
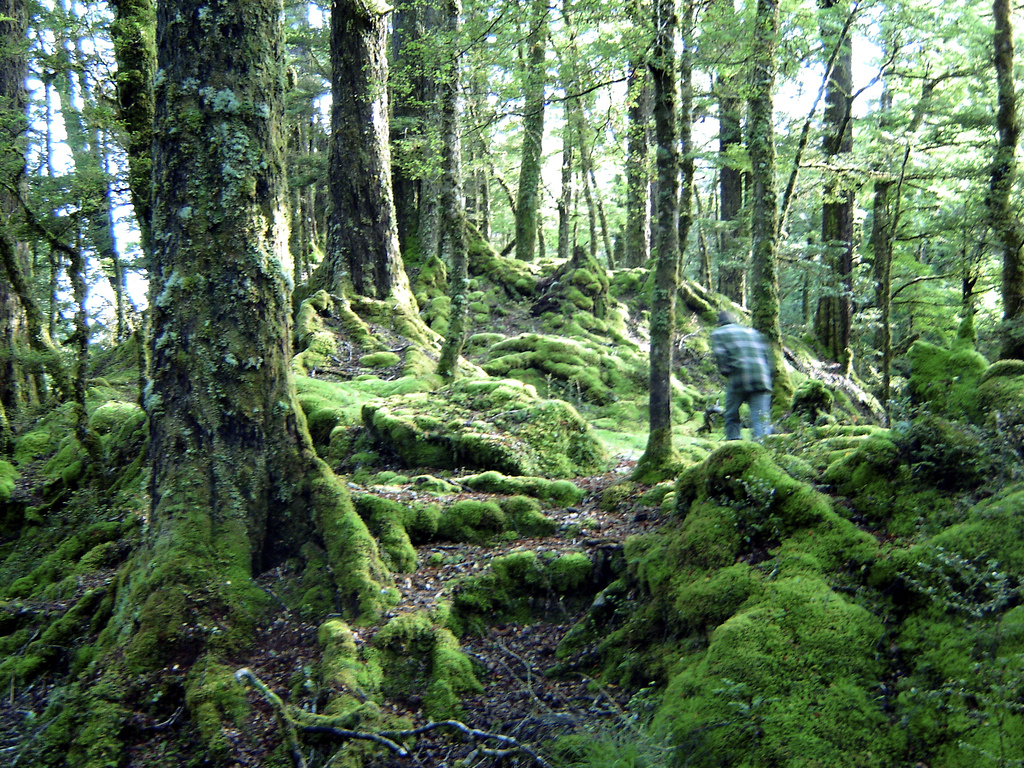
Fiordland National Park in de buurt van Te Anau (Nieuw-Zeeland)